# Droga krajowa B171 (Niemcy)
Droga krajowa 171 (niem. Bundesstraße 171, B 171) – niemiecka droga krajowa przebiegająca  z zachodu na wschód od skrzyżowania z drogą B101 w Gehringswalde do skrzyżowania z drogą B170 w Naundorfie koło Schmiedebergu w Saksonii.